# Jean de Portugal (3e connétable de Portugal)

Armoiries de Jean de Portugal, duc de Beja.

Jean, infant de Portugal (en portugais : Dom João, Infante de Portugal), troisième connétable de Portugal, dixième maître de l'Ordre Militaire de Saint Jacques, seigneur de Colares et Belas, est né le 13 janvier 1400 à Santarém et mort le 18 octobre 1442 à Alcácer do Sal.

## Biographie
Il est le fils de Jean Ier de Portugal et de Philippa de Lancastre. Il épouse en 1424 sa nièce Isabelle de Bragance (morte en 1465), fille du premier duc de Bragance (Alphonse Ier, bâtard de Jean Ier de Portugal) et de sa femme Béatrice Pereira de Alvim (fille héritière de Nuno Álvares Pereira, le Saint Connétable de Portugal, comte d'Ourém, d'Arraiolos et de Barcelos).
De cette union naîtront :
- Diogo, infant de Portugal, dit Jacques de Portugal (mort en 1443). Quatrième connétable de Portugal, onzième maître de l'Ordre Militaire portugaise de Saint Jacques. Célibataire.
- Isabelle (de Beja ?), en 1447 elle épousa Jean II de Castille et fut la mère d'Isabelle la Catholique.
- Béatrice de Portugal (1430-1506) (pt : Dona Beatriz, Infanta de Portugal), en 1452 elle épousa son cousin germain  Ferdinand, Infant de Portugal, duc de Viseu et de Beja, frère cadet d'Alphonse V et fils cadet d'Édouard Ier (le frère aîné du connétable Jean), fils adoptif et héritier de l'infant Henri le Navigateur (postérité), et fut la mère de Manuel Ier de Portugal, le Fortuné.
- Philippa, infante de Portugal (pt: Dona Filipa, Infanta de Portugal]. Célibataire.

### Source
- Généalogie des rois et des princes de Jean-Charles Volkmann Edit. Jean-Paul Gisserot (1998)